# Estrada de Ferro Central do Brasil
 (janvier 2022).
Si vous disposez d'ouvrages ou d'articles de référence ou si vous connaissez des sites web de qualité traitant du thème abordé ici, merci de compléter l'article en donnant les références utiles à sa vérifiabilité et en les liant à la section « Notes et références ».
L'Estrada de Ferro Central do Brasil était l'un des principaux réseaux de chemins de fer du Brésil, réunissant les États de Rio de Janeiro, São Paulo et Minas Gerais.

## Histoire

### Débuts
Le 9 février 1855, le gouvernement impérial du Brésil signe un contrat avec Edward Price pour la construction du premier tronçon de chemin de fer qui avait pour but de relier Rio de Janeiro aux provinces de São Paulo et Minas Gerais.
La compagnie est constituée sous le nom de Companhia de Estrada de Ferro Dom Pedro II, sous la direction de Christiano Benedicto Ottoni. Les travaux commencent le 11 juin 1855 et les 48 km, à l'écartement de 1 600 mm, section de Rio de Janeiro à Freguesia de Nossa Senhora da Conceição de Marapicu (maintenant Queimados) sont achevés le 29 mars 1858.
À cette époque, il y avait cinq stations, Campo, Engenho Novo, Cascadura (toutes dans la ville de Rio), Maxambomba (maintenant Nova Iguaçu) et Queimados. Le 8 novembre, le chemin de fer est prolongé jusqu'à Belém (aujourd'hui Japeri) au pied de la Serra do Mar.

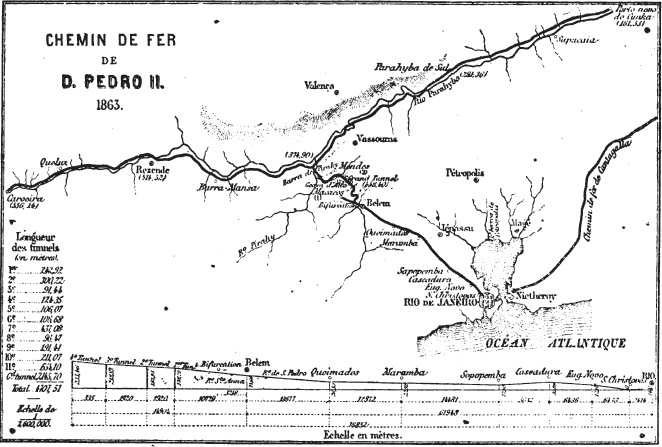
Estrada de Ferro Dom Pedro II (1863).

### Estrada de Ferro Central do Brasil
Lorsque la république brésilienne a été proclamée en 1889, l'Estrada de Ferro Dom Pedro II a été rebaptisée Estrada de Ferro Central do Brasil (officiellement le 22 novembre). Entre-temps, les travaux d'extension se sont poursuivis.
À la fin du XXe siècle, l'EF Central do Brasil était encore en cours d'extension, principalement par l'incorporation de lignes existantes. Cependant, certaines lignes secondaires étaient déficitaires, compromettant souvent la rentabilité des lignes principales.

### Derniers jours
Le 16 mars 1957, la société est passée sous le contrôle de Rede Ferroviária Federal SA (RFFSA). L'une des principales conséquences a été la division de divers systèmes suburbains qui faisaient partie de l'Estrada de Ferro Central do Brasil, la fermeture de lignes non rentables et l'absorption de certaines sections dans d'autres compagnies de chemins de fer.
Avec la construction puis le doublement de l'autoroute Presidente Dutra entre São Paulo et Rio de Janeiro en 1967 (en concurrence avec sa ligne la plus lucrative), le chemin de fer a cessé d'être un acteur majeur, un processus aggravé par une administration inefficace de la RFFSA et le fait que le transport ferroviaire avait cessé d'être une priorité du gouvernement fédéral.
Pendant la crise pétrolière de 1973, il y a eu des tentatives de modernisation du transport de passagers ; comme l'utilisation des locomotives hongroises Ganz-Mavag entre 1974 et 1978 dans une tentative infructueuse de développer une connexion rapide entre Rio et São Paulo. En 1990, les liaisons entre Rio de Janeiro et São Paulo ainsi qu'entre São Paulo et Belo Horizonte avaient pratiquement cessé. Il y a eu une tentative de rétablir le Trem de Prata (train d'argent), un service de luxe entre Rio et São Paulo géré par une entreprise privée qui a fonctionné pendant une courte période mais n'a pas pu rivaliser avec les liaisons aériennes et routières entre ces deux villes. Un service clairsemé s'est poursuivi jusqu'en 1996, mais ceux-ci ont cessé avec la privatisation de la RFFSA.
Aujourd'hui, les lignes de banlieue de São Paulo sont gérées par la Companhia Paulista de Trens Metropolitanos (CPTM) et celles de Rio de Janeiro par Supervia. Le reste du réseau était divisé entre des lignes à l'écartement de 1 600 mm (à grand gabarit) (sous la responsabilité de MRS Logística) et celles à écartement métrique de Ferrovia Centro-Atlântica (FCA).
Le nom Central do Brasil n'existe désormais que dans la gare terminale de SuperVia à Rio de Janeiro. Cette gare a été le théâtre du film Central Station qui a été nommé pour l'Oscar du meilleur film en langue étrangère en 1998.